# Legends (canção de Kerli)
Legends é uma canção da cantora estoniana Kerli. Lançada em 8 de fevereiro de 2019 pela Seeking Blue, como o terceiro single do seu terceiro álbum de estúdio, Shadow Works (2019).

## Fundo
A faixa foi originalmente composta nas sessões de gravação do EP Utopia (2013) como uma semi-balada semelhante a algumas das músicas presentes em seu álbum de estreia Love Is Dead (2008). Acredita-se que a música fez parte do projeto Weapons of Mass Creation, o segundo álbum original de Kerli, que foi descartado em favor de Utopia. A demo vazou em 26 de maio de 2013. A música foi então regravada com os vocais das garotas de Ülenurme Laulustuudio e incluída no Shadow Works, sendo lançada mais tarde como terceiro single do trabalho.